# Psammis longipes
Psammis longipes är en kräftdjursart som beskrevs av Becker 1974. Psammis longipes ingår i släktet Psammis och familjen Pseudotachidiidae. Inga underarter finns listade i Catalogue of Life.